# Station Us
Station Us is een spoorwegstation aan de spoorlijn Saint-Denis - Dieppe. Het ligt in de Franse gemeente Us in het departement Val-d'Oise (Île-de-France).

## Ligging
Het station ligt op kilometerpunt 39,337 van de spoorlijn Saint-Denis - Dieppe.

## Diensten
Het station wordt aangedaan door treinen van Transilien lijn J tussen Paris Saint-Lazare en Gisors-Embranchement.

## Vorig en volgend station
| Richting             | Vorig station                  | Lijn    | Volgend station                               | Richting           |
| -------------------- | ------------------------------ | ------- | --------------------------------------------- | ------------------ |
| Gisors-Embranchement | Santeuil - Le Perchay of Chars | Trans J | Montgeroult - Courcelles of Boissy-l'Aillerie | Paris Saint-Lazare |